# Venecia Julia

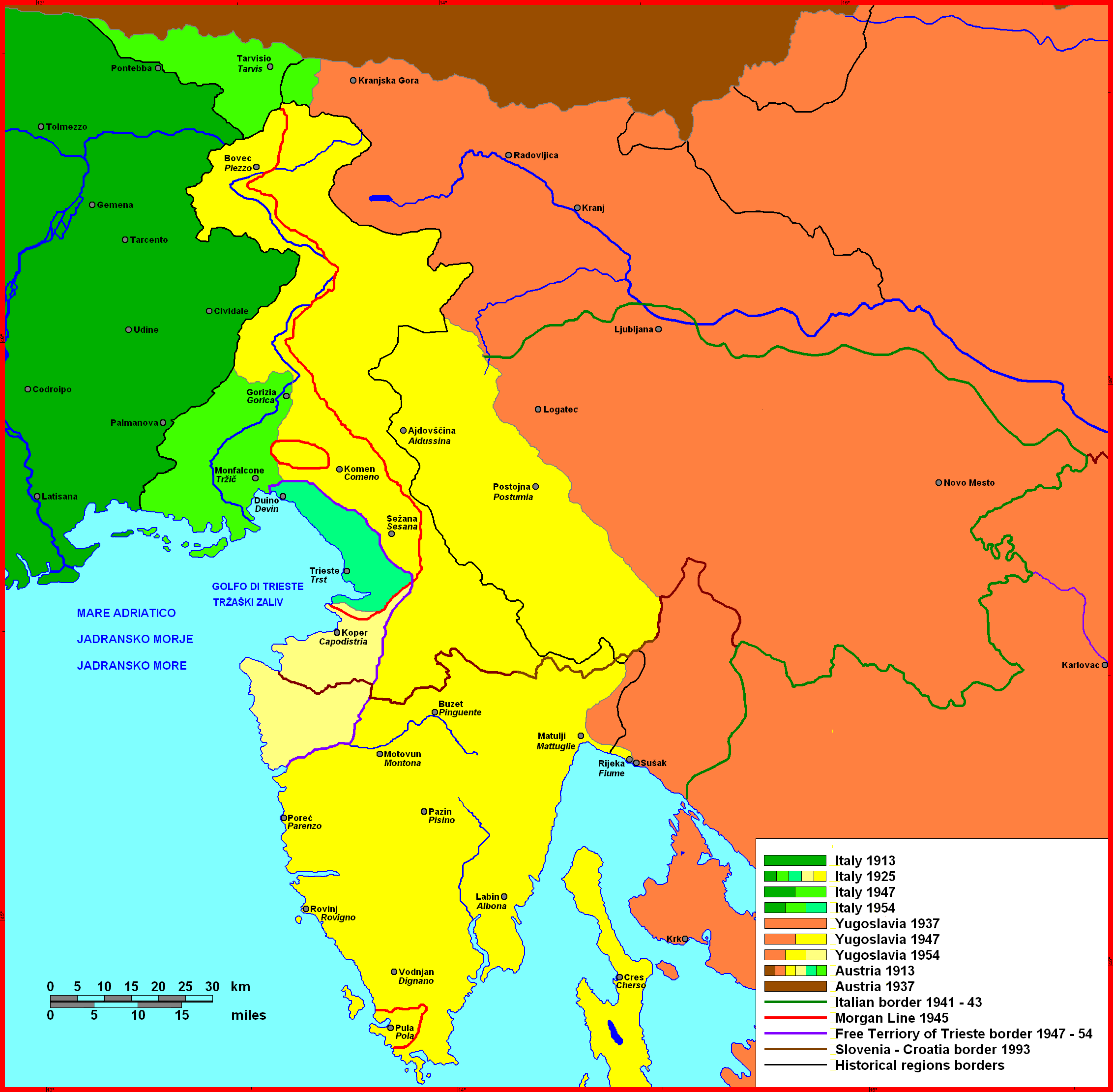
Cambios de frontera en Venecia Julia entre 1918 y 1954.

Venecia Julia (Venezia Giulia en italiano, Venesia Jułia en véneto, Vignesie Julie en friulano, Julisch Venetien en alemán, Julijska Krajina en esloveno y croata), es una región geográfica comprendida entre los Alpes Julianos y el mar Adriático, desde el golfo de Trieste a la Punta Promontore (extremo meridional de Istria), al golfo de Fiume y a las islas del Quarnaro.
Esta antigua región política del sureste de Europa en la que ahora están las fronteras entre Croacia, Eslovenia, e Italia. Sus límites no están históricamente bien definidos. A sus habitantes se les llama "julianos", giuliani en italiano. El nombre italiano de la región, "Venezia Giulia" (o "Venetia Iulia", significando "Venecia Julia"), fue inventado en 1863 por el lingüista Graziadio Isaia Ascoli de Gorizia, quien buscaba reunir bajo un nombre a todos los territorios del Imperio austriaco en el Adriático superior reclamado por los nacionalistas italianos.
Desde 1947, la "marca juliana" o Venecia Julia no constituye una región administrativa separada. A pesar de todo, su nombre sobrevive en el nombre de la región autónoma italiana Friul-Venecia Julia, que literalmente significa "Friul y Venecia Julia". En esloveno (Furlanija-Julijska krajina), su nombre literalmente significa «Friul y la marca juliana».

## Etimología
Graziadio Isaia Ascoli consideraba el territorio de la provincia romana de Italia de Venetia et Histria ("Venecia e Istria") como una unidad geográfico-cultural, subdividida en tres partes: 
- Venecia Euganea (Venezia Euganea), que comprende la actual región del Véneto en Italia y la mayor parte de la región tradicional del Friul (que comprende aproximadamente las actuales provincias italianas de Udine y Pordenone);
- Venecia Tridentina (Venezia Tridentina), que comprende la actual región italiana de Trentino-Alto Adigio;
- Venecia Julia (Venezia Giulia), que se corresponde más o menos con las actuales provincias italianas de Gorizia y Trieste, el Litoral esloveno y el condado de Istria en Croacia;

El nombre de "marca juliana" viene de los Alpes Julianos, que de esta manera formaría la frontera noreste natural de Italia. El término fue acuñado para referirse a la región limitada por el río Isonzo (Soča) y el golfo de Trieste en el oeste, los Alpes Julianos en el norte y noreste, y Carniola y Liburnia al este, incluyendo de esta manera a toda la meseta del Kras y la mayor parte de la península de Istria. Después de 1866, cuando el Véneto y la mayor parte del Friul quedaron unificadas con el Reino de Italia, el término de Ascoli "marca juliana" empezó a asumir una connotación política. Muchos irredentistas italianos comenzaron a usarlo como un nombre alternativo para la región del Litoral Austriaco perteneciente al Imperio Austro-Húngaro, de esta manera subrayaba su supuesta afinidad geográfica y cultural con las otras dos "Venecias".

## Historia

### Desde 1918 hasta 1945
Después de la Primera Guerra Mundial, los tratados de Saint-Germain y Rapallo, grandes porciones del disuelto Imperio Austro-Húngaro fueron anexionadas al Reino de Italia. En la región adriática oriental, incluía todo el Litoral Austríaco (Trieste, Istria y el condado de Gorizia y Gradisca) - excepto la isla de Krk y el municipio de Kastav que fueron entregados al Reino de los Serbios, Croatas y Eslovenos- algunos distritos occidentales del ducado de Carniola (Idrija, Ajdovščina, Vipava, Postojna, Pivka y Ilirska Bistrica) y el Valle de Canale del Ducado de Carintia (con los actuales municipios de Tarvisio, Pontebba y Malborghetto Valbruna). Rijeka se convirtió en una ciudad estado, llamada el Estado libre de Fiume, pero fue suprimida en 1924 y dividida entre Italia y Yugoslavia. Para todos estos territorios se adoptó oficialmente el nombre de Venecia Julia.
Se crearon las nuevas provincias de Gorizia (que se fusionó con la provincia de Udine entre 1924 y 1927), Trieste, Pula y Rijeka (después de 1924). Los italianos vivían principalmente en las zonas urbanas y a lo largo de la costa, mientras que los eslavos, quienes formaban la minoría de la población, habitaban el interior. La persecución fascista, caracterizada como "centralizadora, opresora y dedicada a la italianización forzosa de las minorías" provocó la emigración de cerca de cien mil eslovenos y croatas desde Venecia Julia, principalmente al Reino de Yugoslavia (alrededor de 70.000), pero también a Argentina (alrededor de 30.000). Por otro lado, varios miles de dálmatas italianos se trasladaron desde Yugoslavia a Italia después de 1918, muchos de ellos a Istria y Trieste. La política de italianización violenta causó la creación de la organización antifascista militante TIGR que combatió por la anexión de la región a Yugoslavia. Durante la Segunda Guerra Mundial, los partisanos yugoslavos penetraron en la región, y en 1945 la mayor parte del territorio fue liberado por las tropas aliadas yugoslavas (los partisanos).

### La región disputada (1945-1954)

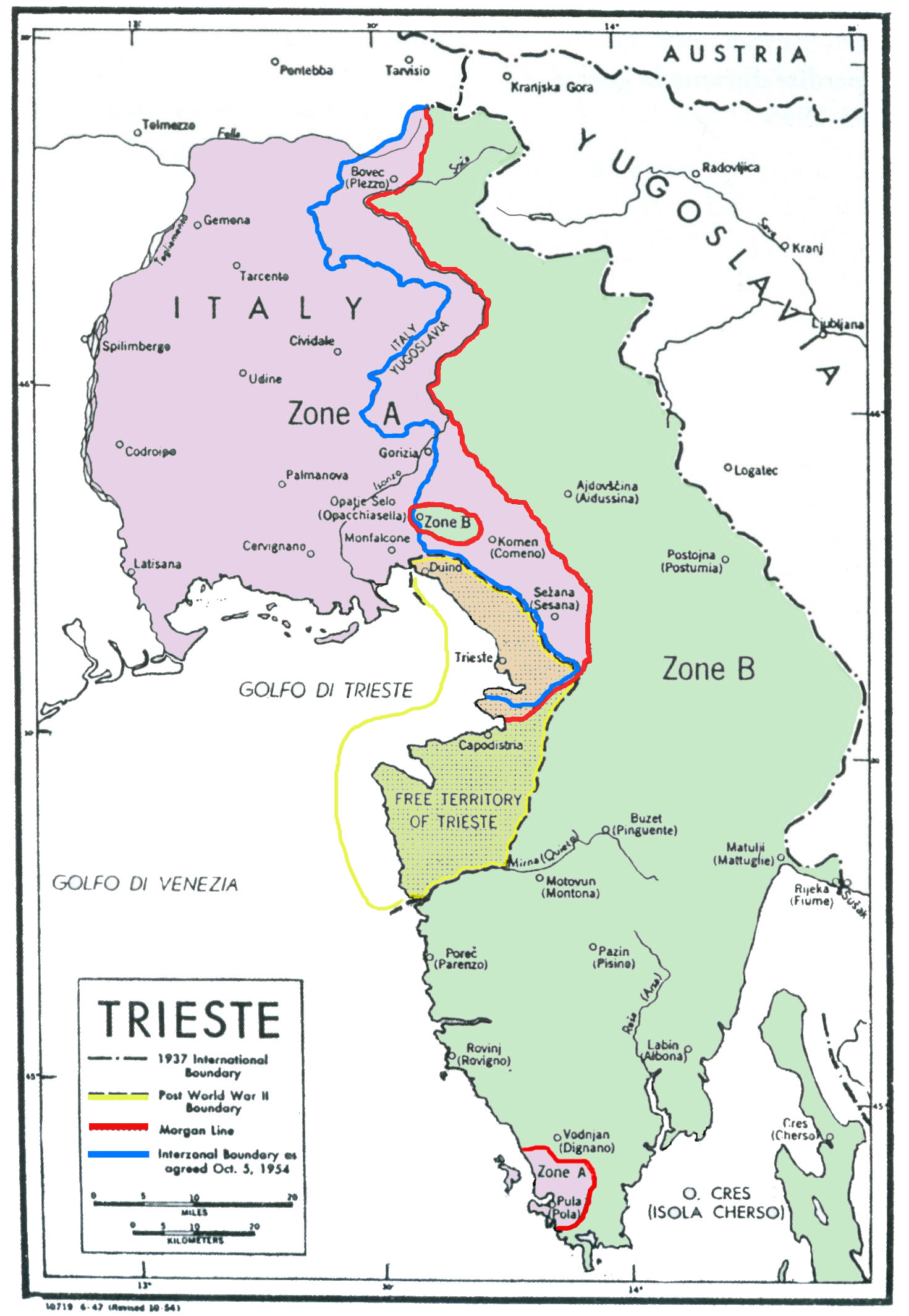
La división de Venecia Julia entre junio de 1945 y septiembre de 1947, con la Línea Morgan en rojo.

Entre 1945 y 1947, Venecia Julia fue una región disputada entre Italia y la República Federal Socialista de Yugoslavia. En aquella época se adoptó en inglés el término Julian March como el nombre oficial para el conjunto de los territorios en disputa. El término es una traducción del esloveno y croata Julijska krajina, una palabra acuñada en los años veinte como un nombre alternativo en lugar del italiano Venezia Giulia, y adoptado por los aliados occidentales como el nombre más neutral desde el punto de vista político para la región. En junio de 1945, se trazó la Línea Morgan, dividiendo la región en dos zonas administradas políticamente. La Zona B, gran parte de Venecia Julia, quedó bajo administración yugoslava, excluyendo las ciudades de Pula, Gorizia, Trieste, el valle del Isonzo (Soča) y la mayor parte de la meseta de Kras, que estaban bajo administración conjunta británico-norteamericana. Durante este período, muchos italianos abandonaron la zona bajo control yugoslavo, un fenómeno conocido como el Éxodo istriano-dálmato.
En 1946 el presidente estadounidense Harry S. Truman ordenó el aumento de las tropas estadounidenses dentro de su zona de ocupación (Zona A) y el refuerzo de tropas aéreas en el norte de Italia después de que fuerzas yugoslavas derribaran dos aviones de transporte del ejército estadounidense que volaban sobre Venecia Julia.
En 1947, de cuatro soluciones propuestas, se alcanzó un acuerdo sobre la frontera en el Tratado de París. Yugoslavia adquirió toda la porción septentrional de la región al este de Gorizia, así como la mayor parte de Istria y la ciudad de Rijeka. Se creó un Territorio Libre de Trieste, dividido en dos zonas, una bajo control aliado y otra bajo control yugoslavo. Las tensiones, sin embargo, continuaron y en 1954 el Territorio fue abolido y dividido entre Italia (que obtuvo la ciudad de Trieste y sus alrededores) y Yugoslavia.

### Después de 1954
Después de la división de 1947 y 1954, el término Julian March sobrevivió en el nombre de la región italiana de Friul-Venecia Julia. Esto es sin embargo sólo una designación formal, puesto que no hay fronteras oficiales entre el Friul y Venecia Julia dentro de la región.
En la parte que pasó a Yugoslavia, el nombre de "marca Juliana" cayó en desuso. En Eslovenia, se refieren a la región como Litoral esloveno, que es una denominación común para las dos regiones tradicionales de Goriška e Istria Eslovena. El nombre de Litoral Esloveno a veces se extiende para comprender los territorios de habla eslovena en las provincias de Gorizia y Trieste. En Croacia, sólo se usa el nombre tradicional de Istria.